# Лыжные гонки на зимних Олимпийских играх 2018 — командный спринт (женщины)
Соревнования по лыжным гонкам в командном спринте свободным стилем среди женщин на зимних Олимпийских играх 2018 года прошли 21 февраля. Местом проведения соревнований стал центр лыжных гонок и биатлона «Альпензия». Действующими олимпийскими чемпионками в командном спринте являлись норвежские лыжницы.
Золото выиграли американки Киккан Рэндалл и Джессика Диггинс, которые побеждали в командном спринте свободным стилем на чемпионате мира 2013 года.
Марит Бьёрген завоевала свою 14-ю в карьере олимпийскую медаль и стала единоличным рекордсменом по общему количеству медалей на зимних Играх как среди женщин, так и мужчин. Шведка Шарлотт Калла завоевала свою 9-ю в карьере олимпийскую медаль (3+6+0).

## Медалисты
| Золото                                  | Серебро                                 | Бронза                                            |
| США · Киккан Рэндалл · Джессика Диггинс | Швеция · Шарлотт Калла · Стина Нильссон | Норвегия · Марит Бьёрген · Майкен Касперсен Фалла |

## Результаты

### Полуфиналы
По итогам полуфинальных заездов в финал напрямую проходят по 2 сильнейших сборных. Ещё 6 добирались по лучшему времени.

#### Полуфинал 1
| Место | Номер | Страна           | Спортсменки                          | Время    | Примечание |
| ----- | ----- | ---------------- | ------------------------------------ | -------- | ---------- |
| 1     | 1     | Норвегия         | Марит Бьёрген Майкен Касперсен Фалла | 16:33,28 | Q          |
| 2     | 3     | Швейцария        | Надин Фендрих Лаурин ван дер Грааф   | 16:39,83 | Q          |
| 3     | 5     | Словения         | Аленка Чебашек Анамария Лампич       | 16:39,92 | LL         |
| 4     | 2     | Германия         | Николь Фессель Зандра Рингвальд      | 16:51,67 | LL         |
| 5     | 6     | Чехия            | Катержина Бероушкова Петра Новакова  | 16:53,06 |            |
| 6     | 9     | Австралия        | Джессика Йитон Барбара Езершек       | 17:20,38 |            |
| 7     | 4     | Австрия          | Лиза Унтервегер Тереза Штадлобер     | 17:25,98 |            |
| 8     | 8     | Беларусь         | Юлия Тихонова Полина Сероносова      | 17:33,63 |            |
| 9     | 11    | Словакия         | Алена Прохазкова Барбора Клементова  | 17:52,14 |            |
| 10    | 7     | Казахстан        | Анна Шевченко Валерия Тюленева       | 17:57,04 |            |
| 11    | 10    | Республика Корея | Ли Чхэ Вон Чу Хе Ри                  | 19:19,17 |            |

#### Полуфинал 2
| Место | Номер | Страна    | Спортсменки                       | Время    | Примечание |
| ----- | ----- | --------- | --------------------------------- | -------- | ---------- |
| 1     | 14    | США       | Киккан Рэндалл Джессика Диггинс   | 16:22,56 | Q          |
| 2     | 12    | Швеция    | Шарлотт Калла Стина Нильссон      | 16:23,28 | Q          |
| 3     | 15    | ОСР       | Наталья Непряева Юлия Белорукова  | 16:24,63 | LL         |
| 4     | 13    | Финляндия | Мари Лаукканен Криста Пярмякоски  | 16:31,54 | LL         |
| 5     | 18    | Польша    | Юстина Ковальчик Сильвия Яськовец | 16:35,19 | LL         |
| 6     | 17    | Франция   | Орор Жан Каролин Тома Юг          | 16:40,40 | LL         |
| 7     | 21    | Канада    | Эмили Нисикава Дарья Битти        | 17:01,54 |            |
| 8     | 16    | Италия    | Элиза Брокар Гайя Вюрих           | 17:13,04 |            |
| 9     | 20    | Китай     | Чи Чуньсюэ Ли Синь                | 17:35,94 |            |
| 10    | 19    | Украина   | Татьяна Антипенко Марина Анцибор  | 17:44,04 |            |

### Финал
| Место | Номер | Страна    | Спортсменки                          | Время    | Отставание |
| ----- | ----- | --------- | ------------------------------------ | -------- | ---------- |
| 1     | 14    | США       | Киккан Рэндалл Джессика Диггинс      | 15:56,47 | —          |
| 2     | 12    | Швеция    | Шарлотт Калла Стина Нильссон         | 15:56,66 | +0.19      |
| 3     | 1     | Норвегия  | Марит Бьёрген Майкен Касперсен Фалла | 15:59,44 | +2.97      |
| 4     | 3     | Швейцария | Надин Фендрих Лаурин ван дер Грааф   | 16:17,79 | +21,32     |
| 5     | 13    | Финляндия | Мари Лаукканен Криста Пярмякоски     | 16:19,18 | +22,71     |
| 6     | 5     | Словения  | Аленка Чебашек Анамария Лампич       | 16:28,24 | +31,77     |
| 7     | 18    | Польша    | Юстина Ковальчик Сильвия Яськовец    | 16:32,48 | +36,01     |
| 8     | 17    | Франция   | Орор Жан Каролин Тома Юг             | 16:32,49 | +36,02     |
| 9     | 15    | ОСР       | Наталья Непряева Юлия Белорукова     | 16:41,76 | +45,29     |
| 10    | 2     | Германия  | Николь Фессель Зандра Рингвальд      | 17:06,57 | +1:10.10   |